# Іванов Олег Олександрович
Олег Олександрович Іванов (рос. Олег Александрович Иванов, нар. 4 серпня 1986, Москва) — російський футболіст, півзахисник клубу «Терек» і національної збірної Росії.

## Клубна кар'єра
У дорослому футболі дебютував 2004 року виступами за команду московського «Спартака», в якій того року взяв участь лише у 2 матчах чемпіонату. 
Наступний сезон провів у підмосковних «Хімках», де вже став гравцем основного складу команди. 
З 2006 року протягом двох сезонів грав за краснодарську «Кубань».
Своєю грою за останню команду привернув увагу представників тренерського штабу клубу «Крила Рад» (Самара), до складу якого приєднався 2008 року на умовах чотирирічного контракту. Більшість часу, проведеного у складі самарських «Крил Рад», був основним гравцем команди.
2011 року перейшов до «Ростова», проте після зміни тренерського штабу цієї команди невдовзі був переведений у дубль і навіть перестав отримувати зарплатню.
До складу клубу «Терек» приєднався 2012 року. Відтоді встиг відіграти за грозненську команду понад 100 матчів в національному чемпіонаті.

## Виступи за збірну
14 травня 2008 року отримав свій перший виклик до національної збірної Росії і навіть, не провівши у її складі жодної офіційної гри, був заявлений для участі у фінальній частині чемпіонату Європи 2008 року в Австрії та Швейцарії після того, як заявку збірної залишив травмований Павло Погребняк.
В іграх Євро-2008 участі не брав, а дебютув в офіційних матчах російської збірної лише сімома рокам пізніше, вийшовши 7 червня 2015 року на заміну у товариській грі проти збірної Білорусі. Через рік гравця, який на той час мав в активі три гри за збірну, було включено до її заявки для участі у фінальній частині чемпіонату Європи 2016 року у Франції.